# Сан-Хуан-де-Хирон
Сан-Хуан-де-Хирон (исп. San Juan de Girón) — город и муниципалитет в северо-восточной части Колумбии, на территории департамента Сантандер. Входит в состав провинции Метрополитана.

## История
Поселение, из которого позднее вырос город, было основано 15 января 1631 года. Муниципалитет Сан-Хуан-де-Хирон был выделен в отдельную административную единицу в 1857 году.

## Географическое положение

Муниципалитет Сан-Хуан-де-Хирон

Город расположен на севере центральной части департамента, в горной местности Восточной Кордильеры, на расстоянии приблизительно 2 километров к юго-западу от города Букараманги, административного центра департамента. Абсолютная высота — 706 метров над уровнем моря.
Муниципалитет Сан-Хуан-де-Хирон граничит на северо-западе с территорией муниципалитета Сабана-де-Торрес, на севере — с муниципалитетом Лебриха, на северо-востоке — с муниципалитетами Букараманга и Флоридабланка, на востоке — с муниципалитетом Пьедекуэста, на юго-востоке — с муниципалитетом Лос-Сантос, на юге — с муниципалитетами Сапатока и Бетулия, на западе — с муниципалитетом Барранкабермеха. Площадь муниципалитета составляет 475,14 км².

## Население
По данным Национального административного департамента статистики Колумбии, совокупная численность населения города и муниципалитета в 2015 году составляла 180 305 человек.
Динамика численности населения муниципалитета по годам:
| 2005    | 2006    | 2007    | 2008    | 2009    | 2010    | 2011    | 2012    | 2013    | 2014    | 2015    |
| ------- | ------- | ------- | ------- | ------- | ------- | ------- | ------- | ------- | ------- | ------- |
| 135 791 | 139 935 | 144 089 | 148 319 | 152 608 | 156 995 | 161 479 | 166 048 | 170 706 | 175 457 | 180 305 |

Согласно данным переписи 2005 года мужчины составляли 48,6 % от населения Сан-Хуан-де-Хирона, женщины — соответственно 51,4 %. В расово-этническом отношении белые и метисы составляли 99,6 % от населения города; негры, мулаты и райсальцы — 0,3; цыгане — 0,1 %.
Уровень грамотности среди всего населения составлял 91,4 %.

## Экономика
Основу экономики Сан-Хуан-де-Хирона составляет сельское хозяйство.
57,2 % от общего числа городских и муниципальных предприятий составляют предприятия торговой сферы, 25,4 % — предприятия сферы обслуживания, 17 % — промышленные предприятия, 0,4 % — предприятия иных отраслей экономики.

## Транспорт
Через город проходит национальное шоссе № 66 (исп. Ruta Nacional 66).